# Sei Nazioni femminile 2005
Il Sei Nazioni 2005 fu la decima edizione del torneo rugbistico femminile del Sei Nazioni.
Tenutosi dal 4 febbraio al 19 marzo 2005, vide per la seconda volta consecutiva il Grande Slam della Francia e l'ennesimo Triple Crown dell'Inghilterra; nessuna squadra chiuse con il Whitewash; tuttavia il Galles, ultimo in classifica con un punto, frutto di un pareggio contro la Spagna, fu assegnatario del Cucchiaio di legno.

## Calendario

### 1ª giornata
| Arbitro: | Sabin Kortabarria |

|                                     |      |                                  |
| Irazu 39’ tecnica 52’ Talayrach 61’ | mt   |                                  |
| Sartini 39’, 52’                    | tr   |                                  |
| Sartini 21’                         | c.p. | 28’, 43’, 57’, 69’, 80’ Chalmers |

| Arbitro: | Colin Stanley |

|  |    | |
|  | mt | 2’, 41’, 80’ Shaylor 16’ Clark 30’ Rudge 39’, 58’ George 47’ Baker 52’, 75’ Barras 56’, 62’ Day 76’ Cooke |
|  | tr | 30’, 41’ Andrew 56’, 58’, 62’, 75’, 76’, 80’ Barras                                                       |

| Arbitro: | Jean-Luc Rebollal |

|                         |      |                               |
| Obregozo 30’            | mt   | 50’, 80’ Cantwell 58’ Fleming |
| Etxegibel 30’           | tr   | 50’ Belton                    |
| Etxegibel 18’, 55’, 71’ | c.p. |                               |
| Etxegibel 37’           | drop |                               |

### 2ª giornata
| Arbitro: | Dale Newitt |

|                      |      |            |
| Vila 3’ Obregozo 12’ | mt   | 57’ Evans  |
|                      | tr   | 57’ Evans  |
|                      | c.p. | 48’ Thomas |

| Arbitro: | Richard Hughes |

|                  |      |          |
| Petlevannaja 38’ | mt   | 31’ Boyd |
| Chalmers 38’     | tr   |          |
| Chalmers 25’     | c.p. |          |

| Londra 12 febbraio 2005 | Inghilterra | 10 – 13 referto | Francia | Imber Court |

### 3ª giornata
| Bondoufle 25 febbraio 2005 | Francia | 48 – 0 | Galles | Stadio Robert Bobin |

| Glasgow 26 febbraio 2005 | Scozia | 19 – 3 | Spagna |  |

| Dublino 25 febbraio 2005 | Irlanda | 0 – 32 | Inghilterra | St. Mary's College |

### 4ª giornata
| Londra 12 marzo 2005 | Inghilterra | 76 – 0 | Spagna | Imber Court |

| Dublino 13 marzo 2005 | Irlanda | 0 – 34 | Francia |  |

| Edimburgo 13 marzo 2005 | Scozia | 76 – 0 | Galles | Murrayfield |

### 5ª giornata
| Cardiff 18 marzo 2005 | Galles | 6 – 11 | Irlanda | Arms Park |

| Sant Boi de Llobregat 19 marzo 2005 | Spagna | 0 – 39 | Francia |  |

| Londra 19 marzo 2005 | Inghilterra | 22 – 10 | Scozia | Twickenham |

## Classifica
| Pos | Squadra     | G | V | N | P | PF  | PS  | DP   | Pt |
| --- | ----------- | - | - | - | - | --- | --- | ---- | -- |
| 1   | Francia     | 5 | 5 | 0 | 0 | 156 | 25  | +131 | 10 |
| 2   | Inghilterra | 5 | 4 | 0 | 1 | 221 | 23  | +198 | 8  |
| 3   | Scozia      | 5 | 3 | 0 | 2 | 81  | 57  | +24  | 6  |
| 4   | Spagna      | 5 | 1 | 1 | 3 | 32  | 161 | −129 | 3  |
| 5   | Irlanda     | 5 | 1 | 0 | 4 | 33  | 106 | −73  | 2  |
| 6   | Galles      | 5 | 0 | 1 | 4 | 21  | 172 | −151 | 1  |